# Яблонівка (Озерський міський округ)
Яблонівка (рос. Яблоновка) — селище Озерського міського округу, Калінінградської області Росії. Входить до складу Гавриловського сільського поселення.
Населення —  182 особи (2015 рік). 

## Населення
| 1910 | 1925 | 1933 | 1939 | 2002 | 2010 |
| ---- | ---- | ---- | ---- | ---- | ---- |
| 51   | ↗186 | ↗533 | ↗579 | ↘197 | ↘182 |